# Merremia cissoides
Merremia cissoides es una especie de planta trepadora perteneciente a la familia Convolvulaceae. 

## Descripción
Son plantas trepadoras perennes; con tallos herbáceos, volubles, cubiertos de tricomas glandulares mezclados con unos pocos indumentos largos y cerdosos. Las hojas palmaticompuestas, generalmente 5-folioladas, de 1.5–5 cm de largo y 0.5–2 cm de ancho, atenuadas en ambos extremos, dentadas o raramente enteras, con tricomas glandulares y erecto setosos, cortamente pecioluladas o casi sésiles; folíolos ovado-oblongos a lanceolados o linear-lanceolados. Flores solitarias o inflorescencias cimosas, axilares; sépalos ovados a ovado-lanceolados, esencialmente romboides, 10–18 mm de largo, largamente acuminados, con tricomas glandulares y cerdosos; corola campanulada, 2–2.5 cm de largo, glabra, blanco crema o raramente rosada. Frutos globosos, de 10 mm de ancho, glabros; semillas ovoides, con pequeños fascículos de tricomas cortos, negras.

## Distribución y hábitat
Se distribuyen desde México hasta Sudamérica, más frecuentemente en la costa del Caribe; introducida al Viejo Mundo.

## Taxonomía
Merremia cissoides fue descrita por (Lam.) Hallier f. y publicado en Botanische Jahrbücher für Systematik, Pflanzengeschichte und Pflanzengeographie 16(4–5): 552. 1893.
Etimología
Merremia: nombre genérico que fue otorgado en honor del naturalista alemán Blasius Merrem (1761 - 1824).
cissoides: epíteto latíno compuesto que significa "similar a Cissus".
Sinonimia
- Batatas cissoides (Lam.) Choisy
- Convolvulus calycinus Kunth
- Convolvulus cissoides Lam.
- Convolvulus oronocensis Willd. ex Roem. & Schult.
- Convolvulus riparius Kunth
- Ipomoea cissoides (Lam.) Griseb.
- Ipomoea cissoides f. viscidula Meisn.
- Pharbitis cissoides (Lam.) Peter[3][4]

## Nombres comunes
- El Salvador: bejuco coronel.[1]